# Гаплогруппа J-ZS6592
Гаплогруппа J-ZS6592 или J1a2a1b1a (Y-ДНК) — гаплогруппа Y-хромосомы человека.

## Палеогенетика

### Халколит
Гёксюр
- Geoksyur I __ Туркменистан __ 3500–2800 BCE (5100 BP).[1]
  - I8504 | MOS295, Geoksyur 1, 1963, N 139, Tolos "Ц" (ts), IE-10-35 __ 3092-2925 calBCE (4400±25 BP, PSUAMS-3986) __ М __ J1 # T2d2
  - I8524 | MOS319, Geoksyur 1, 1963, Skull N124, IE-10-14 __ М __ J # U7a
  - I12481 | MOS312, IE-10-52 __ М __ J1 # HV12b1

### Бронзовый век
БМАК
- I1784 | Gonur tomb 2380 sample 17 __ Гонур-депе __ Марыйский велаят, Туркменистан __ 2201-2031 calBCE (3720±30 BP, Poz-83485) __ М __ J1 > J-ZS6592 # U7a2.[1]

Среднеассирийский период
- I4097 | HSNL773; 65-31-773 __ Хасанлу[англ.] __ Западный Азербайджан, Иран __ 1425-1284 calBCE (3095±25 BP, PSUAMS-1948) __ М __ J1a2a1b1a~ (J-ZS6637) # R2+13500 > R2-a3*.[2]

### Железный век
Тасмолинская культура
- MJ-52 | UT-4-17 __ Aksu-Ayuly-4 (mound 3) __ Шетский район, Карагандинская область, Казахстан __ 795-546 calBCE (2535±30 BP) __ М __ J1a-ZS6592 # A23.[3]

Саки (племена)
- MMR001.A0101 __ Mayemer-II (mound 1) __ Майемер, Катон-Карагайский район, Восточно-Казахстанская область, Казахстан __ 7th-5th c. BCE __ М __ J > J-ZS6592* # C4a1a4a > C4a1a4a1a*.[4]

## Публикации
2019
- Järve M, Saag L, Scheib CL; et al. (Июль 2019). Shifts in the Genetic Landscape of the Western Eurasian Steppe Associated with the Beginning and End of the Scythian Dominance. Current Biology. 29 (14): 2430-2441.e10. doi:10.1016/j.cub.2019.06.019. PMID 31303491. {{cite journal}}: Явное указание et al. в: |author= (справка)Википедия:Обслуживание CS1 (множественные имена: authors list) (ссылка)
- Narasimhan V., Patterson N., Moorjani P; et al. (Сентябрь 2019). The formation of human populations in South and Central Asia. Science. 365 (6457). doi:10.1126/science.aat7487. PMC 6822619. PMID 31488661. {{cite journal}}: Явное указание et al. в: |author= (справка)Википедия:Обслуживание CS1 (множественные имена: authors list) (ссылка)

2021
- Gnecchi-Ruscone GA, Khussainova E, Kahbatkyzy N; et al. (Март 2021). Ancient genomic time transect from the Central Asian Steppe unravels the history of the Scythians. Science Advances. 7 (13): eabe4414. doi:10.1126/sciadv.abe4414. PMC 7997506. PMID 33771866. {{cite journal}}: Явное указание et al. в: |author= (справка)Википедия:Обслуживание CS1 (множественные имена: authors list) (ссылка)

2022
- Lazaridis I, Alpaslan-Roodenberg S, Acar A; et al. (Август 2022). The genetic history of the Southern Arc: A bridge between West Asia and Europe. Science. 377 (6609): eabm4247. doi:10.1126/science.abm4247. PMID 36007055. {{cite journal}}: Явное указание et al. в: |author= (справка)Википедия:Обслуживание CS1 (множественные имена: authors list) (ссылка)